# Tanc Sadurní
Els IGC Sadurní, també coneguts com a tancs Sadurní, van ser una sèrie de blindats fabricats per a la Comissió d'Indústries de Guerra durant la Guerra Civil espanyola.
A la primera meitat de la dècada dels trenta, els tallers Benach de Sant Sadurní d'Anoia eren una reputada empresa de fabricació de maquinària amb erugues per a obres públiques. Amb l'esclat de la Guerra Civil espanyola la companyia va ser col·lectivitzada i es van començar a modificar els tractors eruga com a vehicles de combat. Els blindats funcionaven amb un motor Hispano-Suiza de 60 CV i se'n van fer diferents variants: per a l'arrossegament de peces d'artilleria, transport de tropes i també es van fer tanquetes armades amb una metralladora Hotchkiss.
Les dificultats de producció i reparació, l'arribada de tancs soviètics T-26B i els conflictes polítics interns de la Segona República Espanyola van impedir que els blindats Sadurní s'arribessin a fabricar en sèrie. Després dels fets de maig del 1937 se'n va cancel·lar la producció i el taller de cal Benach es va dedicar a la reparació d'altres vehicles. Tot i això, el seu nivell tecnològic era adequat per a l'època. Hi ha poca informació sobre l'ús en combat dels blindats Sadurní, les averies i la manca de logística adequada els devia deixar inservibles eventualment, però hi ha constància d'un model capturat en servei a les forces franquistes el novembre del 1938.

## Producció
L'origen de l'empresa Maquinaria Moderna para Construcciones y Obras Públicas SAE, popularment cal Benach, de Sant Sadurní es remunta a la dècada dels vint. Inicialment, era un taller propietat de la família Busquets que fabricava segadores mecàniques motoritzades. A la primera meitat de la dècada dels trenta havia esdevingut una empresa de reconegut prestigi en la fabricació de tractors eruga per a obres públiques. La companyia estava formada per més de 70 operaris molt qualificats amb els enginyers Benach i Torrents al capdavant. El taller estava ubicat al carrer Doctor Torras i Bages i disposava d'utillatge modern per a producció metal·lúrgica: fornals, martinets, cisalles, radials, torns, fresadores i màquines de foradar. El taller també havia projectat i patentat un tanc l'any 1935 amb la intenció d'exportar-lo a Turquia, oficialment denominat carro de combate convertible en rodadura sin fin y en vehiculo automovil aerodinamico. Aquest blindat, també conegut com a tanc Benach, tenia una suspensió molt moderna per l'època, dissenyada per l'enginyer Joan Benach Olivella, però finalment el projecte no va prosperar.
Poc després que el cop d'estat del 18 de juliol de 1936 fos esclafat a Catalunya, els treballadors de cal Benach afiliats a la CNT i a la FAI van col·lectivitzar l'empresa. Animats pel comitè de milícies antifeixistes de la vila, aviat es va proposar d'adequar la fabricació per fer material bèl·lic. Durant les primeres setmanes de la Guerra Civil espanyola el responsable executiu de la Comissió d'Indústries de Guerra, Eugeni Vallejo, va visitar personalment la companyia.
Després d'aquestes reunions, durant els primers mesos del conflicte, la Comissió d'Indústries de Guerra va encarregar un centenar de blindats a cal Benach. Alguns dels components pels vehicles es van subcontractar a la Cooperativa de Ferrers i Forja, segurament l'empresa Roca i Guix. Durant el 1937 van aparèixer complicacions tècniques insalvables, no especificades, que van fer que l'empresa es traspassés a la Comissió d'Indústries de Guerra i fos denominada Fàbrica Z. També es va construir un refugi antiaeri per protegir els treballadors en cas de bombardeig aeri. El segon semestre del 1937 tots els operaris de la Fàbrica Z van esdevenir funcionaris de la Generalitat de Catalunya, rebent la nòmina i un subministrament de pa diari del govern català, i un dels tècnics més qualificats de l'empresa, Jaume Casanovas Casanovas, va ser nomenat comandant. En els mesos de més activitat, els operaris de la Fàbrica Z treballaven en tres torns: de cinc de la matinada a una del migdia, de la una a les nou de la nit i de les nou a les cinc de la matinada següent.
L'enginyer Casanova, basant-se en els tractors que ja muntaven abans de la guerra, de Joan Benach Olivella, va dissenyar el carro. Casanova va afegir un blindatge d'acer reblonat, va canviar la forma del tractori de l'eruga i va donar la forma al Sadurní amb la base que li proporcionà Benach Olivella.
Se'n van fer dues versions:
1. Versió d'assalt: Era un model pensat per al combat a primera línia de combat, però per culpa de les seves mancances en potència ofensiva van resultar poc efectius respecte d'altres blindats armats amb canons, com els T-26B importats de la Unió Soviètica.
2. Versió de transport i suport: era una versió amb una carrosseria més baixa, oberta i ample permetia carregar fins a sis persones. Aquesta versió resultà més útil, ja que la seva fiabilitat, ja comprovada en ser una eina que derivava d'un tractor, el convertia en una bona eina de transport d'artilleria i de personal, tot i no entaular combat directe contra l'enemic en situacions normals.

Tot i que la producció exacta de blindats Sadurní és desconeguda, al llibre La Indústria de Guerra a Catalunya (1936-1939) de Josep Tarradellas i Joan hi consten 22 entregues de «camions eruga per al remolc de canons» que podrien ser els blindats Sadurní que va rebre la Comissió d'Indústries de Guerra.

## Cancel·lació del projecte
El projecte s'acabaria cancel·lant el 1937 a causa de la manca de recursos i capacitat de fabricació, les dificultats per establir una logística de reparació adequada i els fets de Maig del 1937. A partir d'aleshores les operacions de la Fàbrica Z es van reorientar a la reparació de tancs T-26, a causa de la bona ubicació del taller a la rereguarda i la bona comunicació per carretera i ferrocarril. La tardor del 1938 uns alumnes de l'escola de capacitació de pilots militars de can Maristany de Lavern va visitar la fàbrica i van comprovar la presència de tancs T-26 en reparació.
El nivell tecnològic dels blindats Sadurní fou adequat per a l'època. Tot i això, l'absència d'una logística de reparació adequada devia provocar que molts blindats que patissin averies quedessin abandonats. Tot i que es conserven poques referències del seu ús en combat, hi ha constància d'un blindat Sadurní capturat per l'exèrcit franquista el novembre del 1938. Aquest blindat va ser enquadrat a l'Agrupación de Carros del Sur, una unitat de tancs franquista organitzada amb material capturat a l'exèrcit republicà.
L'any 2008 no es tenia constància de cap model IGC Sadurní que s'hagués conservat, i només queda documentació bibliogràfica i fotogràfica del blindat. Tanmateix, el mecànic sadurninenc Carles Rimbau Sogas, que treballava a cal Benach durant la guerra, va fer diverses maquetes a escala dels blindats.